# Atletik under sommer-OL 2016 - 200 meter løb (herrer)
Mændenes 200 meter løb ved sommer-OL 2016 fandt sted mellem 16. august til 18. august 2016 i Rio de Janeiro, Brasilien, på Olympic Stadium.